# The Life of Mary Baker G. Eddy and the History of Christian Science
The Life of Mary Baker G. Eddy and the History of Christian Science (1909) é um relato altamente crítico da vida de Mary Baker Eddy, a fundadora da Ciência Cristã, e da história inicial da igreja da Ciência Cristã na Nova Inglaterra do século XIX. Foi publicado como livro em novembro de 1909 em Nova Iorque pela Doubleday, Page & Company. O nome original era de uma jornalista, Georgina Milmine, mas uma impressão do livro de 1993 declarou que a romancista Willa Cather era a autora principal; no entanto, essa avaliação foi questionada por estudos mais recentes que novamente identificam Milmine como a autora principal, embora Cather e outros tenham feito edições significativas. A própria Cather geralmente escrevia que não fazia nada mais do que edição de texto padrão, mas às vezes que ela era a autora principal.
Um dos primeiros exames importantes da vida e obra de Eddy, juntamente com os artigos de Sibyl Wilbur na revista Human Life, o material apareceu inicialmente na revista McClure em 14 parcelas entre janeiro de 1907 e junho de 1908, quando Eddy tinha 85 anos, precedido em dezembro de 1906 por um editorial de seis páginas no qual McClure anunciou a série como "provavelmente a precisão mais próxima da absoluta que a história já alcançou". No início do século XX, a Ciência Cristã tornou-se a religião de crescimento mais rápido na América, e, na opinião de McClure, Eddy era a mulher mais poderosa do país. Os relatos e declarações de testemunhas oculares de McClure tornaram-se fontes primárias importantes para muitos relatos de Eddy e da história inicial da igreja.
O editor e editor-chefe da revista, SS McClure, designou três escritores para trabalhar nos artigos, além de Cather e Milmine: William Henry Irwin, editor-chefe da McClure; e os redatores Burton J. Hendrick e Mark Sullivan. Resumidamente, a famosa jornalista Ida Tarbell foi designada para o projeto, mas deixou a revista antes de começar. O livro de 1909 foi republicado pela Baker Book House em 1971, após seus direitos autorais terem expirado, e novamente em 1993 pela University of Nebraska Press, desta vez nomeando Cather e Milmine como autores. David Stouck, em sua introdução à edição da University of Nebraska Press, escreveu que o retrato de Eddy feito por Cather "contém alguns dos melhores esboços de retratos e reflexões sobre a natureza humana que Willa Cather escreveria".
Uma crítica no The New York Times escreveu em 1910 que as evidências do livro contra o "Eddyismo" eram "irrespondíveis e conclusivas". No entanto, estudos mais recentes questionaram a precisão e a confiabilidade da série e do livro. Em 2017, o estudioso L. Ashley Squires escreveu: "A Ciência Cristã continua mal compreendida pela comunidade acadêmica mais ampla e pelo público como um todo. Basta olhar para o uso frustrantemente duradouro da biografia de McClure de 1907 como uma fonte autorizada... para evidências de ignorância acadêmica."

## Ciência Cristã

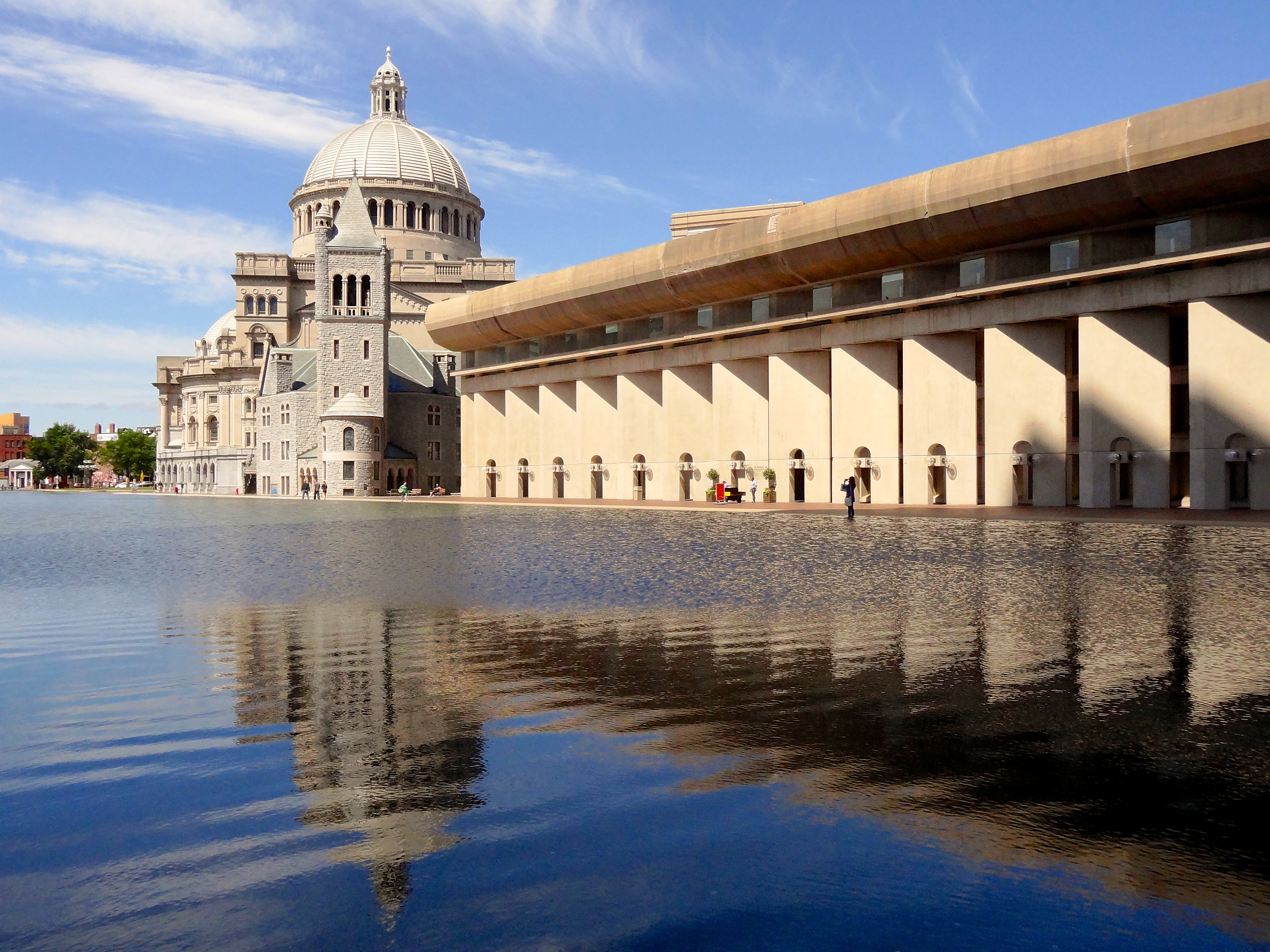
A Primeira Igreja de Cristo, Cientista, Boston, MA

Eddy e 26 seguidores fundaram a igreja da Ciência Cristã em 1879 em Boston, Massachusetts, após a publicação de seu livro Ciência e Saúde com a Chave das Escrituras em 1875. Em seu livro, Eddy descreveu o que ela sentia ser a "lei" ou "Ciência" de Deus, que ela chamou de Ciência Cristã. Eddy acreditava que a Ciência Cristã era demonstrável por meio de demonstração, especificamente de cura por meio da oração. Ela não acreditava que suas ideias fossem novas, no entanto, em vez disso, a igreja procurou "restaurar o cristianismo primitivo e seu elemento perdido de cura", que ela acreditava que Jesus havia ensinado.
A Ciência Cristã era, na época, a religião que mais crescia nos Estados Unidos. A igreja tinha 27 membros em 1879 e 65.717 em 1906, quando McClure iniciou sua pesquisa. Em 1890, havia apenas sete igrejas da Ciência Cristã nos EUA; em 1910, alguns anos após o artigo de McClure, havia 1.104. A construção da Igreja Mãe, a Primeira Igreja de Cristo, Cientista, foi concluída em Boston em dezembro de 1894, e em 1906 a Extensão da Igreja Mãe, com 224 pés quadrados e acomodando quase 5.000 pessoas, foi construído a um custo de US$ 2 milhões (equivalente a US$ 67.82 milhões em 2023), doados por cientistas cristãos em todo o mundo. O historiador de arte Paul Ivey escreve que, para muitos, o edifício "declarou visivelmente que a Ciência Cristã tinha, de facto, chegado como uma força importante na vida religiosa americana". A rápida ascensão da Ciência Cristã como um movimento religioso criou uma reação significativa, e embora nem todos os meios de comunicação fossem antagônicos a Eddy e aos Cientistas Cristãos, muitos o eram, principalmente o The New York World e o McClure's.

## Publicação

### Artigos deMcClure
Os artigos de McClure foram publicados em 14 edições entre janeiro de 1907 e junho de 1908, sob o título de Georgine Milmine, como "Mary Baker G. Eddy: The Story of Her Life and the History of Christian Science". A série foi precedida por um editorial de sete páginas em dezembro de 1906, descrevendo as dificuldades da investigação e explicando por que estava sendo publicada. O editorial publicou uma foto de uma mulher mais velha, que alegou ser Eddy, afirmando que "[ou]tras fotografias tiradas em anos posteriores foram bastante retocadas" e que Eddy era mais velha do que seus seguidores foram levados a acreditar. No entanto, essa alegação fez com que a série tivesse um começo difícil quando foi descoberto que a foto era na verdade de uma senhora idosa que morava no Brooklyn e não tinha parentesco com Eddy.
O artigo atacou a Ciência Cristã, referindo-se a ela como um culto baseado em um livro "obscuro e nebuloso", e continuou: "Uma igreja que dobrou sua filiação em cinco anos, que atrai seus fiéis principalmente dos ricos e respeitáveis... e que acabou de pagar pelo prédio de igreja mais caro da Nova Inglaterra — para os mundanos, isso não é mais uma piada... Em 1875, ninguém que morasse fora de duas ou três ruas secundárias de Lynn tinha ouvido falar da Ciência Cristã. Agora, o próprio nome é uma frase de efeito. Naqueles primeiros dias, a líder e professora pagava metade de seus dez dólares por semana para alugar um salão, compensando o resto de sua vida com taxas precárias como instrutora de cura mental; agora, ela é uma das mulheres mais ricas dos Estados Unidos. Ela é mais do que isso — ela é a mulher americana mais poderosa." O editorial acusou preventivamente os Cientistas Cristãos de se oporem ao trabalho: "A mentalidade da Ciência Cristã é hostil à investigação independente. Ela pressupõe que qualquer coisa, mesmo que ligeiramente desfavorável à Sra. Eddy ou à Ciência Cristã, é uma falsidade deliberada."

## Sinopse

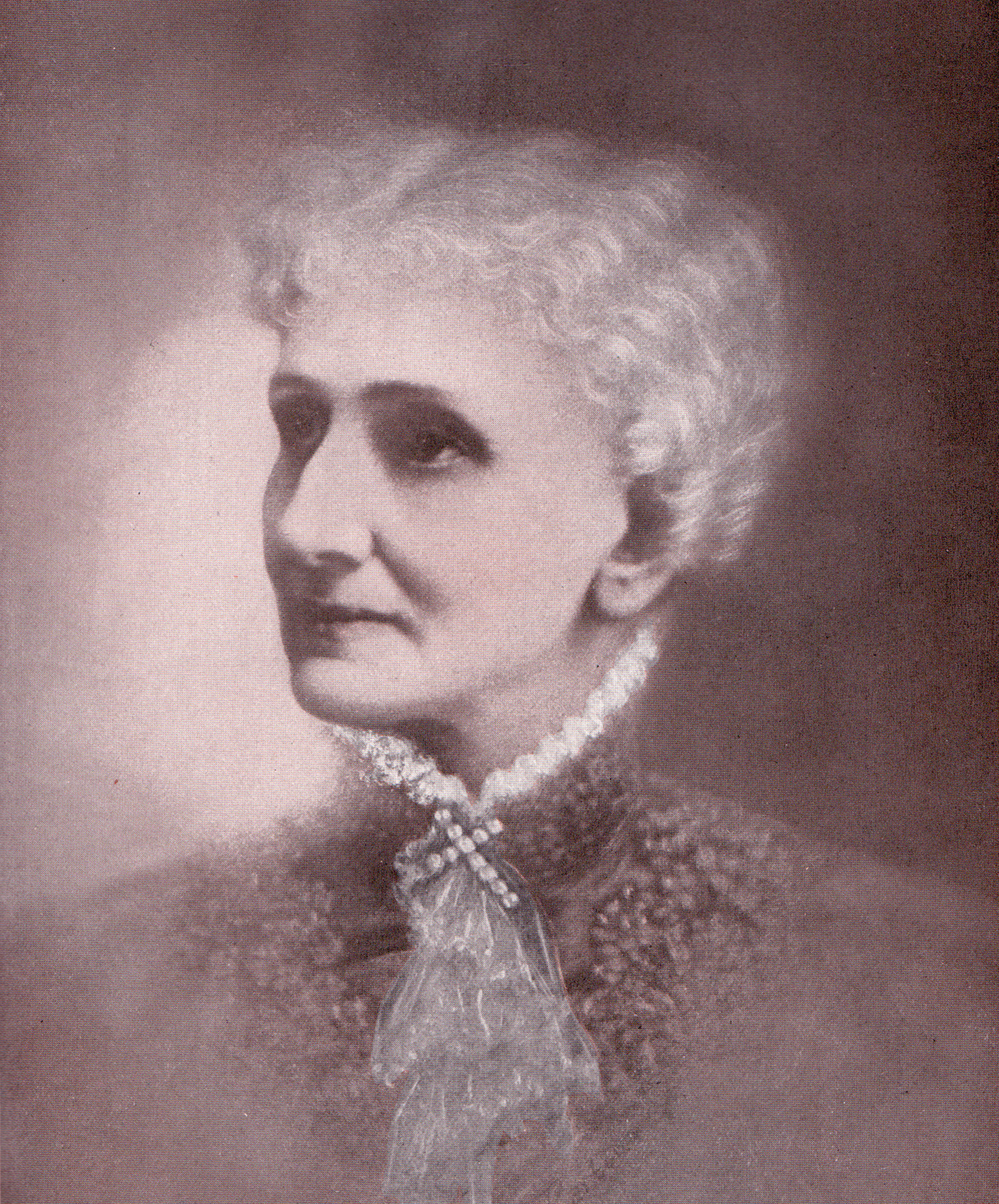
Mary Baker Eddy na época dos artigos de McClure

As críticas do livro a Eddy são consideráveis. De acordo com Stuart Knee: "Eddy é, por turnos, culpada de vaidade, ignorância, roubo, vingança, compulsões, bruxaria, mesmerismo e mau-olhado." Os autores da série produziram depoimentos de testemunhas da infância de Eddy em Bow, New Hampshire, alegando que ela se envolveu em repetidos desmaios para chamar a atenção, principalmente de seu pai, e que, quando adulta, ela desenvolveu o hábito de parecer gravemente doente apenas para se recuperar rapidamente. A biógrafa Gillian Gill discordou que o livro oferece um retrato preciso de Eddy; ela argumentou, por exemplo, que a história de Eddy tendo "ataques" quando criança para conseguir o que queria, ou a maneira como McClure os descreveu, foi "inventada mais ou menos do nada" pelo jornalista de McClure, Burton Hendrick, e que os relatos de Eddy como "histérica" eram misóginos. Ela escreveu: "não há nenhuma evidência sólida para a descrição melodramática de Milmine da jovem Mary Baker caindo repetidamente no chão em ataques catatônicos histéricos. Nenhum membro da família, nenhum amigo próximo faz qualquer menção a tais ataques, seja quando ela era jovem ou mais tarde. Quando questionados sobre o assunto na década de 1900, os poucos contemporâneos restantes que estavam familiarizados com a família Baker negaram que Mary tivesse demonstrado qualquer comportamento anormal."
Os artigos oferecem exemplos das "inadequações conjugais, maternas e domésticas" de Eddy. Mais notavelmente a perda de seu filho: Eddy ficou viúva quando tinha 22 anos e estava grávida, depois disso voltou a viver na casa de seu pai. Seu filho foi criado lá durante os primeiros anos de vida, cuidado por empregados domésticos devido à saúde precária de Eddy. McClure alega que ela permitiu que ele fosse adotado quando tinha quatro anos. Segundo Eddy, ela não conseguiu impedir a adoção. As mulheres nos Estados Unidos naquela época não podiam ser guardiãs de seus próprios filhos, de acordo com a doutrina legal da cobertura.
Seus dois casamentos seguintes, sua saúde precária ao longo da vida e as inúmeras ações judiciais nas quais ela se envolveu são examinados em detalhes, incluindo processos que ela supostamente iniciou contra seus alunos; um caso criminal no qual seu marido Asa Eddy foi preso pelo assassinato de um deles (Asa Eddy foi solto quando foi descoberto que o aluno havia fingido sua morte); sua crença de que seus ex-alunos mataram Asa Eddy usando "negligência mental"; e sua adoção legal de um aluno de 41 anos e ex-homeopata quando ela tinha 67. Os autores alegam que a principal obra de Eddy, Science and Health with Key to the Scriptures, que se tornou o principal texto religioso da Ciência Cristã, inspirou-se fortemente no trabalho de Phineas Parkhurst Quimby, um curandeiro da Nova Inglaterra. Quimby tratou de Eddy nos anos anteriores à sua morte e, de acordo com McClure, deu a ela algumas de suas anotações não publicadas. A série e o livro discutem as supostas reescritas de Ciência e Saúde por seu editor James Henry Wiggin, que atuou como revisor do livro da 16ª edição em 1886 até a 50ª em 1891, incluindo as 22 edições que apareceram entre 1886 e 1888.

## Autoria

### Pesquisa inicial e envolvimento de Gerogine Milmine

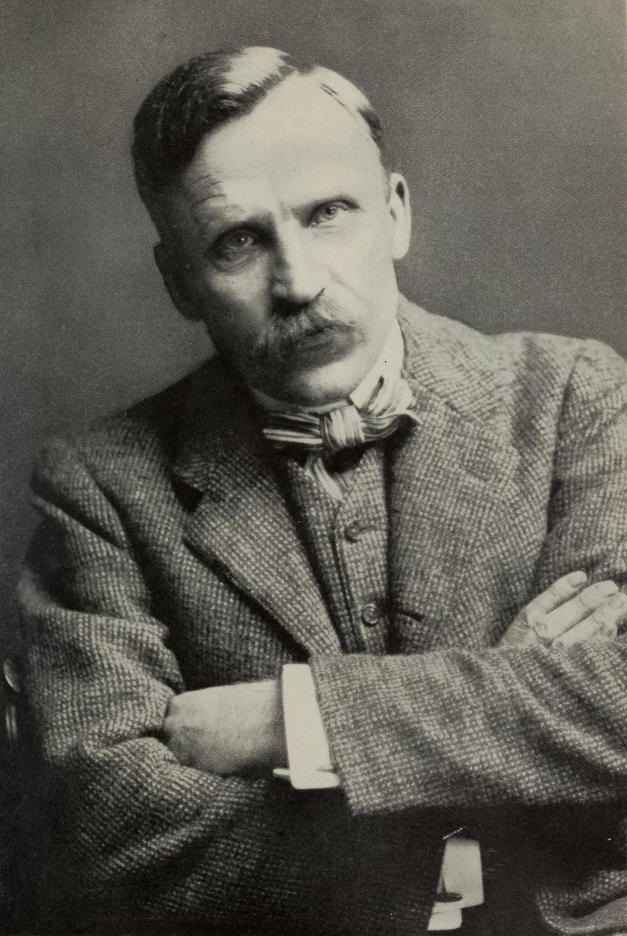
SS McClure, editor e editor-chefe da McClure

Nascida em Ontário, Canadá, Georgine Milmine Welles, que atendia pelo nome de solteira Georgine Milmine, trabalhou para o Syracuse Herald como revisora e fez alguns trabalhos jornalísticos. Ela queria escrever uma série mensal de 12 partes sobre mulheres famosas nos Estados Unidos, incluindo Eddy, e foi à casa de Eddy para pedir uma entrevista, mas o pedido foi negado. Ela então foi até Josephine Woodbury e Frederick Peabody, críticos ferozes de Eddy, e Peabody especialmente se tornou extremamente influente na pesquisa de Milmine e em suas opiniões sobre Eddy; e Peabody foi realmente contratada mais tarde por McClure para coletar depoimentos. Durante vários anos, ela coletou material sobre Eddy — artigos de jornais da década de 1880, registros judiciais e uma primeira edição de Ciência e Saúde, todos difíceis de obter — mas não tinha recursos para verificar e escrever ela mesma, então ela o vendeu para McClure's. Há provas documentadas de que várias fontes de Milmine foram pagas para dar o seu testemunho.
SS McClure designou cinco escritores para a história: Milmine, Willa Cather, Burton J. Hendrick, o colunista político Mark Sullivan e William Henry Irwin. Quando a série foi sugerida, a jornalista Ida Tarbell também estava envolvida, mas ela saiu antes do início da série e teve "pouco ou nada" a ver com ela. Cather começou a trabalhar recentemente na McClure's como editora de ficção em 1906, quando tinha 32 anos; trabalhou lá até 1912, na maior parte do tempo como editora-chefe. Cather teria passado de dezembro de 1906 a maio de 1908 em Boston, verificando as fontes e escrevendo a pesquisa. A jornalista Elizabeth Shepley Sergeant, amiga de Cather, escreveu em 1953 que SS McClure via Eddy como uma "natura" para a revista, por causa de sua história conjugal e idiossincrasias: "O material era delicado e atrairia um mundo de leitores, tanto fiéis quanto céticos. ... O trabalho parecia para [Cather] um pouco infra dig, não no nível em que ela se importava em se mover. Mas ela inspirava confiança, tinha a mente de uma juíza e o faro de uma detetive quando precisava."

### Envolvimento de Willa Carther

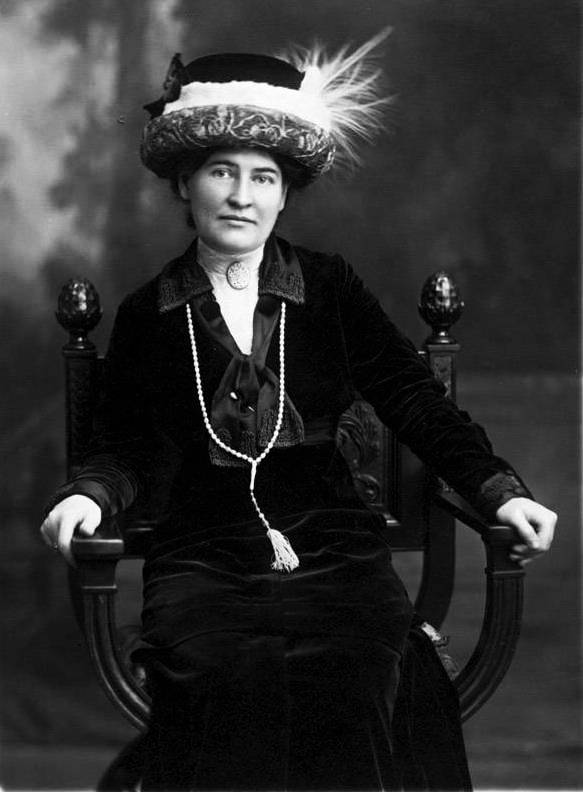
Willa Cather, por volta de 1912

#### Manuscrito
A igreja da Ciência Cristã comprou o manuscrito do livro e o disponibilizou na Biblioteca Mary Baker Eddy da igreja em Boston. De acordo com David Stouck, professor emérito de inglês na Universidade Simon Fraser e autor de vários livros sobre Willa Cather, a caligrafia de Cather é evidente no manuscrito em edições para o tipógrafo e notas com perguntas. Vários personagens posteriores de Cather parecem ter sido modelados em seu retrato de Eddy, incluindo Myra Henshawe em My Mortal Enemy (1926).
Relutante em discutir a maior parte de seu trabalho antes de O Pioneers! (1913), Cather disse ao pai e aos amigos próximos que ela era a autora de Life of Mary Baker G. Eddy, mas disse a outros que seu papel não tinha sido significativo. De acordo com L. Brent Bohlke, do Bard College, editor de Willa Cather in Person (1990), Cather considerou o livro de Eddy mal escrito. Embora contenha uma escrita e análise de personagens excelentes, Bohlke escreveu que não é bem estruturado; a edição não conseguiu livrar o livro da natureza serializada das peças de McClure. Cather queria distanciar-se do jornalismo e, de acordo com Stouck, procurou minimizar o seu papel nos artigos porque eles tinham irritado a igreja da Ciência Cristã.
De acordo com Gillian Gill, a decisão de McClure de publicar a série sob o nome de Milmine foi provavelmente influenciada pelo fato de que "seria melhor que um ataque a uma mulher famosa viesse de uma jovem repórter independente desconhecida do que de sua própria equipe, que tinha uma certa reputação de colocar o sensacionalismo à frente da precisão". Gill também observou que a suposta autoria de Milmine se tornou importante para muitos críticos da igreja, especialmente Edwin Franden Dakin, que, de acordo com Gill, era "quase apocalíptico em seu entusiasmo" por Milmine e pelo livro. Gill escreveu ainda:
"Como eu vejo, Georgine Milmine está aqui sendo reformulada na imagem da Ida Tarbell da vida real e de outras famosas repórteres pioneiras. No início do século XX, o público americano passou a apreciar a história da corajosa repórter que encontra dinheiro depois de muita escavação e escreve um livro de sucesso. Essa história era muito mais romântica e atraente do que a vida da verdadeira Sra. Welles, que, até onde pode ser determinado agora, foi alimentada com muito material por partes interessadas, provou ser inteligente o suficiente para levá-lo para Nova York, mas não teve a capacidade de escrevê-lo sozinha. Por trás da desconhecida e sutilmente mítica Georgine Milmine, encontramos a equipe bem conhecida da McClure's, e por trás da revista assomam as figuras fantasmagóricas da fortemente implicada Woodbury e da declaradamente preconceituosa Peabody. Quão irônico é que o plágio seja uma das acusações mais condenatórias que Georgine Milmine fez contra a Sra. Eddy, mas a própria Milmine escreveu pouco ou nada do livro que leva seu nome."

#### Primeiras cartas
Cather identificou-se como autora em 17 de dezembro de 1906, em uma carta ao seu pai, Charles F. Cather, na qual escreveu que os artigos iniciados em fevereiro de 1907 (na época escritos, mas não publicados) eram dela. Pedindo desculpas por não poder voltar para casa no Natal, ela explicou que precisava preparar o artigo de março: "Mas se você estivesse aqui, meu pai, você me diria para defender meu trabalho e não abandonar o Sr. McClure nesta crise. Seria uma perda muito séria para ele em dinheiro e influência não publicar o artigo de março — todos pensariam que ele foi derrotado e assustado, pois os artigos estão sob tanto brilho de publicidade e tanto fogo de críticas. Eu não tive nada a ver com o artigo de janeiro, lembre-se, meu trabalho começa a aparecer em fevereiro. O Sr. McClure está doente de preocupação e ansiedade...". Ela se referiu novamente à sua autoria em uma carta ao escritor Harrison G. Dwight em 12 de janeiro de 1907:
O Sr. McClure tentou três homens nessa tarefa desagradável, mas nenhum deles a fez muito bem, então, há um mês, ela foi imposta a mim. Você pode me imaginar vagando pelo país, vasculhando arquivos de jornais e registros judiciais pelos próximos cinco meses. É o trabalho mais trabalhoso e sórdido que já fiz, e toma cada hora do meu tempo e toda a vitalidade que posso dedicar a ele.
Ela continuou: "Você não pode saber, nunca tendo feito isso, como esse trabalho esgota seu pobre cérebro e o esgota de qualquer coisa que você gostaria de fingir que estava lá. Eu pulo como um esquilo em uma gaiola e me pergunto como cheguei aqui e por que estou fazendo isso. Nunca na minha vida quis fazer esse tipo de coisa. Tenho a consciência limpa sobre isso. Então por que estou martelando nisso, eu gostaria de saber? Muitas vezes me pergunto se algum dia escreverei outra linha de qualquer coisa que eu queira."

#### Carta para Edwin Anderson

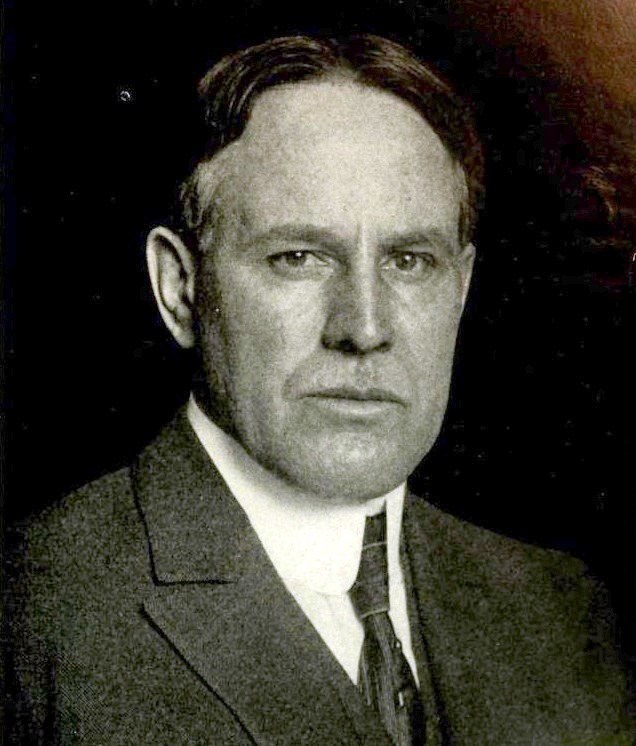
Edwin H. Anderson, diretor da Biblioteca Pública de Nova York, 1909–1934

Em 1982, Brent L. Bohlke descobriu que Cather havia escrito em 24 de novembro de 1922, para um amigo, Edwin H. Anderson, diretor da Biblioteca Pública de Nova York, o que parecia confirmar que ela era a autora de todo o livro, exceto o primeiro capítulo. Georgine Miline trouxe a pesquisa para McClure, ela escreveu, "uma esplêndida coleção de material", mas Milmine não tinha as habilidades técnicas para escrevê-la:
O Sr. McClure testou três ou quatro pessoas para escrever a história. Era uma espécie de competição. Ele gostou mais da minha versão, principalmente porque ela não tinha preconceitos. Não tenho a mínima objeção à Ciência Cristã. Foi quando cheguei a Nova York pela primeira vez, e aquele texto foi o primeiro trabalho importante que fiz para revistas. Depois que terminei, me tornei editor-chefe."
Burton J. Hendrick (que foi trabalhar para a editora do livro, Doubleday, fundada em 1897 como Doubleday & McClure Company) havia escrito a primeira parte, Cather contou a Anderson, mas ela havia sido baseada em grande parte em rumores: "com o que pessoas invejosas e parentes ciumentos se lembram da juventude da Sra. Eddy". Ela disse que Hendrick ficou "muito irritado por ter sido afastado do trabalho e nunca perdoou o Sr. McClure". Quanto às outras 13 parcelas: "Muito tempo e dinheiro foram gastos na autenticação de todo o material e, com exceção do primeiro capítulo, acho que toda a história é tão autêntica e precisa quanto as performances humanas sempre foram." Ela acrescentou: "A Srta. Milmine, agora Sra. Wells, está na posição embaraçosa de ter seu nome associado a um livro, do qual ela não escreveu uma palavra."
Cather acreditava que Frank Nelson Doubleday, cofundador da Doubleday, deveria ter promovido mais o livro: "Sem dúvida, a Doubleday tem razões comerciais perfeitamente boas para manter o livro fora de catálogo. Houve uma grande demanda por ele, à qual ele tem sido consistentemente indiferente. Veja, ninguém se interessou pelo seu destino. Eu mesma o escrevi como uma espécie de disciplina, um exercício. Eu não lutaria por ele; não é o mínimo na minha linha." Ela pediu a Anderson para manter o que ela havia dito a ele confidencial: "Eu nunca fiz uma declaração sobre isso antes, por escrito ou de outra forma. Suponho que alguém deva saber a verdade real do assunto e, já que estou escrevendo para você sobre isso, posso muito bem pedir que você seja o repositório desses fatos. Sei, é claro, que você os quer para algum uso perfeitamente bom e manterá meu nome fora disso."
Cather deixou uma cláusula em seu testamento proibindo a publicação de suas cartas e documentos privados, o que significou que por muitos anos suas cartas só puderam ser parafraseadas por acadêmicos. A correspondência entrou em domínio público nos Estados Unidos em 1º de janeiro de 2018, 70 anos após sua morte em abril de 1947. No entanto, o Willa Cather Trust permitiu a publicação de cartas selecionadas em 2013, incluindo a carta a Anderson.

#### Indicações públicas iniciais
Em cartas a outros, Cather continuou a negar sua autoria; ela disse a Genevive Richmond em 1933 e a Harold Goddard Rugg em 1934 que ela havia ajudado apenas a organizar e reescrever partes do material. Uma sugestão pública inicial de sua autoria foi feita pelo colunista Alexander Woollcott no New Yorker em fevereiro de 1933: "E falando de ghostwriters e da Sra. Eddy, aprendi recentemente com quase (se não totalmente) a melhor autoridade do mundo que a famosa predecessora de todas essas biografias [de Eddy] — a série devastadora publicada na McClure's sob o nome de Georgine Milmine nos bravos dias de 1906 — não foi realmente escrita pela Srta. Milmine. Em vez disso, um trabalho de reescrita com base no manuscrito de suas pesquisas foi atribuído a um membro secundário da equipe da McClure que desde então fez um grande nome para si mesma nas letras americanas. Esse nome é Willa Cather."
Em março de 1935, o Los Angeles Times relatou que uma cópia do livro listado para venda por Philip Duschnes, um livreiro de Nova York, continha uma nota do editor informando que o livro havia sido escrito por Cather. Witter Bynner, editor associado da McClure's quando a série e o livro foram publicados, assinou o livro em 12 de fevereiro de 1934 e acrescentou: "O material foi trazido à McClure's pela Srta. Milmine, mas foi colocado nas mãos meticulosas de Willa Cather para uma apresentação adequada, de modo que grande parte dele é obra dela."

## Respostas

### Reação incial da igreja

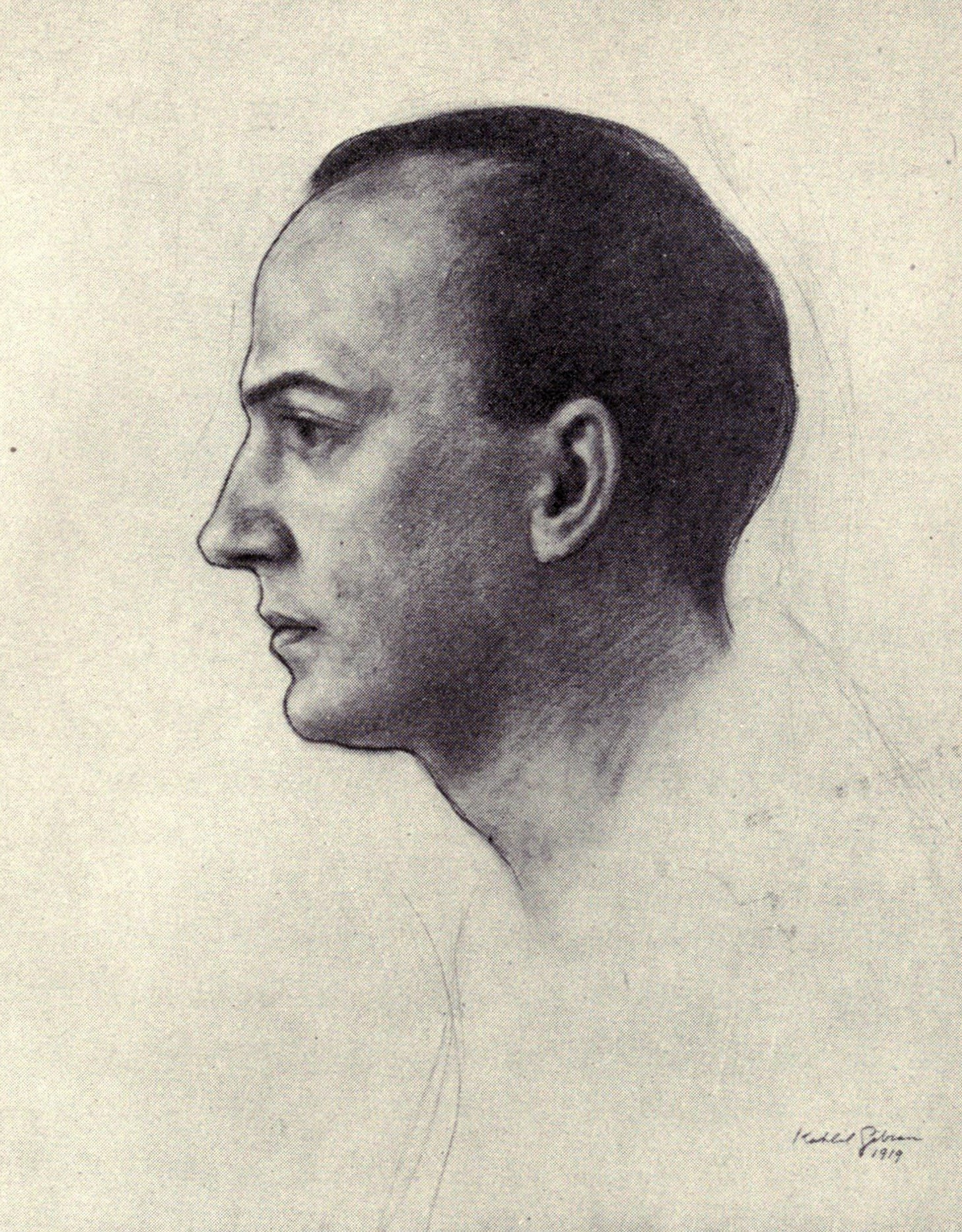
Witter Bynner, então editor associado da McClure

Em novembro de 1904, muito antes dos primeiros artigos aparecerem na imprensa, a igreja da Ciência Cristã foi informada por um ministro chamado Rev. Lord que McClure estava trabalhando em um projeto sobre Eddy comparável à derrubada da Standard Oil por Ida Tarbell, mas, como ele entendeu, eles estariam abertos a ouvir a igreja e publicar sua perspectiva.
O neto de SS McClure, Peter Lyon, em uma biografia de seu avô de 1963 intitulada Success Story: The Life and Times of SS McClure, relata a história de três oficiais da Ciência Cristã que chegaram aos escritórios de McClure e pediram a um editor, Witter Bynner, para levá-los a McClure:
Os Cientistas Cristãos chegaram. Antes de se sentarem, eles subiram em cadeiras e fecharam as travessas das duas portas dos quartos. Então eles fizeram sua exigência: a série não deveria ser publicada. SS olhou feio para eles e não disse nada. Para preencher o silêncio, Brynner começou a assegurar nervosamente aos cientistas que os artigos não eram sensacionalistas, nem ofensivos; que não havia motivo para apreensão; que todos os fatos tinham sido verificados com muito cuidado... Um dos cientistas interrompeu para sugerir que talvez não houvesse objeção à publicação do material se os cientistas tivessem permissão para editá-lo como quisessem. SS agora falou. Ele se recusou terminantemente a suprimir o material ou permitir que os cientistas o vissem antes da publicação, muito menos alterá-lo. "Bom dia, senhores", ele disse grandiosamente, e pegou alguns papéis de sua mesa. Os cientistas surgiram. Um deles anunciou que se McClure persistisse em seu curso, logo notaria uma perda significativa de publicidade em sua revista. Eles então marcharam para fora.
No entanto, esta narrativa parece ser, pelo menos em parte, uma invenção, uma vez que as cartas da época contam uma história diferente. De acordo com as cartas: dois homens, não três, que trabalhavam para o Comitê de Publicação da igreja, Alfred Farlow e Cornell Wilson, foram primeiro ao escritório e conversaram com Bynner, sem se encontrar com McClure. Eles lhe disseram que tinham ouvido falar que a revista não havia convocado nenhum cientista cristão, mas que havia trabalhado extensivamente com críticos da igreja, e que estavam preocupados que o resultado final pudesse ser prejudicial. Bynner respondeu que estava feliz por eles terem vindo e disse-lhes que não estava satisfeito com o material preparado por Milmine, e ofereceu-se para que Farlow e Wilson analisassem e editassem o rascunho, se quisessem. Farlow e Wilson saíram felizes com o resultado e depois voltaram para conversar com o próprio McClure, mas foram informados de que ele estava doente e remarcaram a reunião. Eles então se encontraram com ele conforme agendado no dia seguinte. Não há indícios de que a equipe de McClure tenha tentado protegê-lo deles, e parece que foi ideia de Bynner que Farlow e Wilson analisassem e editassem o rascunho, e não o contrário.ref>McNeil 2020, 227-228.</ref> Mais tarde, William Irwin pediu para se encontrar com Farlow a fim de obter permissão para obter vistas internas da Igreja Mãe e novamente garantiu-lhe que os artigos seriam justos e não um "assado".

### Resposta de Mary Baker Eddy
Depois que o primeiro segmento apareceu na imprensa, que se concentrou principalmente em sua infância e família, Eddy escreveu no Christian Science Sentinel que o "ataque a mim, ao meu falecido pai e sua família" a obrigou "como uma criança obediente" a responder. Ela rebateu muitas alegações feitas por McClure, como a descrição de seu pai, a vida familiar inicial e as questões que cercam seus casamentos; destacou as realizações educacionais e profissionais de sua família; forneceu uma declaração própria; e encerrou sua resposta citando Jesus: "bem-aventurados sois vós, quando os homens vos injuriarem e perseguirem, e disserem todo tipo de mal contra vós, falsamente, por minha causa." Ela não respondeu a nenhum dos outros artigos publicamente.

### Artigos sobreHuman Lifede Sibyl Wilbur

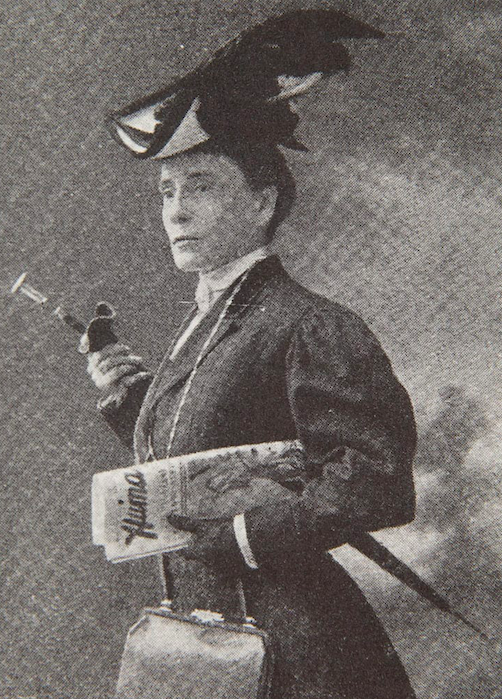
Sibyl Wilbur, autora de The Life of Mary Baker Eddy, que é visto como uma resposta aos artigos de McClure

Na mesma época em que os artigos de McClure estavam sendo escritos, outro conjunto de artigos estava sendo escrito por Sibyl Wilbur. Wilbur era um jornalista experiente e bastante conhecido, com fortes tendências feministas, que entrevistou Eddy em 1905. Ela teve o apoio financeiro da igreja para escrever uma biografia de Eddy, que esperava que contrariasse a narrativa de McClure, e que apareceu na revista Human Life apenas um mês depois do trabalho de Milmine e Cather. Tal como Milmine, Wilbur passou meses a viajar pela Nova Inglaterra e contestou os artigos de McClure com os seus próprios documentos e provas, e voltou a entrevistar todas as principais testemunhas de Milmine. Gillian Gill descobriu que Wilbur esclareceu suas fontes com mais cuidado do que Milmine. Os artigos de Wilbur foram publicados em forma de livro como The Life of Mary Baker Eddy pela Concord Publishing Company em 1908; a princípio contra a vontade de Eddy, que não queria que ninguém escrevesse uma biografia sobre ela, mas depois consentiu e até agradeceu publicamente a Wilbur por seu trabalho.
De acordo com Gill, a biografia de Wilbur "recebeu pouca atenção positiva na época". Como era uma reação a Milmine, Wilbur pintou um quadro extremamente positivo de Eddy, que era o oposto da narrativa de McClure; e, como resultado, seu trabalho foi rapidamente rejeitado por muitos por seu "estilo bajulador". Stefan Zweig descreveu as duas biografias como "rosadas" e "pretas" nas suas imagens contrastantes de Eddy. Ambas as séries tornaram-se ainda mais extremas como livros, e Gill recomendou que os estudiosos lessem o formato original do artigo.
Assim como The Life of Mary Baker G. Eddy, de Milmine, The Life of Mary Baker Eddy, de Sibyl Wilbur, está novamente impresso, desta vez pela Christian Science Publishing Society, e os artigos originais da Human Life estão impressos pelo Longyear Museum.

### Mais recepção e influência
The Life of Mary Baker G. Eddy se tornou uma importante fonte primária para muitas biografias de Eddy. Influenciou a Ciência Cristã de Lyman Pierson Powell: The Faith and its Founder (1907); Sra. Eddy: A Biografia de uma Mente Virginal (1929), de Edwin Franden Dakin; MMary Baker Eddy: The Truth and the Tradition (1932), de Ernest Sutherland Bates e John V. Dittemore; e he Healing Revelations of Mary Baker Eddy (1993), de Martin Gardner. Robert Peel, um cientista cristão de longa data e membro do Comitê de Publicação da igreja, também o usou extensivamente como fonte em sua própria biografia de Eddy em três partes (1966–1977). A biógrafa Gillian Gill, que examinou muitas das alegações feitas por Milmine e Cather, escreveu em seu próprio livro Mary Baker Eddy (1998):
"Não há dúvida de que a biografia de Milmine é uma das fontes mais importantes de informação sobre a Sra. Eddy. Todas as entrevistas e escavações de documentos legais e arquivos de jornais, toda a coleta de documentos primários feita por Peabody, Milmine e a equipe de repórteres de McClure não apenas acumulou um banco de dados inestimável, mas também estimulou a Igreja de Cristo, Cientista a fazer sua própria pesquisa e sua própria coleta. A biografia de Milmine é uma obra de estilo considerável e grande paixão intelectual, tem uma mensagem e uma missão e, talvez por essa razão, ainda é muito legível. Eu a usei extensivamente neste livro. No entanto, como espero ter mostrado tão extensivamente, o livro de Milmine é tanto uma obra de polêmica quanto uma reportagem. Quando promete, por assim dizer, de coração, falar a verdade, toda a verdade e nada além da verdade, quando alega não retórica, mas reportagem, não paixão, mas objetividade, mente e compromete a própria verdade dos padrões que alega defender."
O livro se tornou um sucesso instantâneo entre os críticos da igreja. Um crítico do New York Times escreveu em fevereiro de 1910 que o livro "está entre as biografias realmente grandes — ou estaria se seu assunto tivesse mais importância intrínseca" e que "se os cientistas cristãos estivessem abertos à argumentação ou fossem receptivos à razão, o culto miserável não teria sobrevivido à sua publicação por um único mês. É irrespondível e conclusivo, e ninguém que não o tenha lido pode ser considerado bem informado sobre a história ou a natureza do Eddyismo." Também em fevereiro de 1910, um crítico do The Nation comparou o livro com The History of the Standard Oil Company (1904), de Ida Tarbell, que começou como uma série na McClure's e apressou o fim da empresa: "A Srta. Milmine, como a Srta. Tarbell, claramente não simpatiza com as pessoas ou o movimento que descreve. Mas a acusação, se assim podemos chamá-la, é formulada desapaixonadamente. As evidências prejudiciais são elaboradamente construídas e habilmente organizadas, mas o leitor é deixado em grande parte para formar suas próprias conclusões." Argumentando que o resultado é "um registro histórico de alto valor e de interesse fascinante", o crítico concluiu que o livro "destrói a Sra. Eddy sem necessariamente demolir a Ciência Cristã". Ao analisar o livro na American Historical Review em julho de 1910, Woodbridge Riley, autor de The Faith, the Falsity and the Failure of Christian Science (1925), escreveu que o livro "oferece um documento humano estranhamente interessante. A Sra. Eddy é mais do que uma personalidade, ela é um tipo. Dado o campo livre de uma democracia, ela ilustra as possibilidades de uma combinação astuta de religião, medicina mental e dinheiro."
Um jornalista contemporâneo, B. O. Flower, escreveu que os cientistas cristãos eram vítimas de uma "campanha persistente de falsidade, calúnia e calúnia". e mais tarde escreveu seu próprio livro sobre o assunto defendendo Eddy e a igreja. O historiador da igreja luterana alemã, Karl Holl, escreveu sobre os artigos de Milmine no Die Szientismus que: "Apesar da verificação aduzida, a maioria das declarações (nele) são facilmente reconhecíveis como calúnia." Em 2017, L. Ashley Squires escreveu: "A Ciência Cristã continua mal compreendida pela comunidade acadêmica mais ampla e pelo público como um todo. Basta olhar para o uso frustrantemente duradouro da biografia de McClure de 1907 como uma fonte autorizada ... para evidências de ignorância acadêmica."

## Edições

### História inicial dos direitos autorais

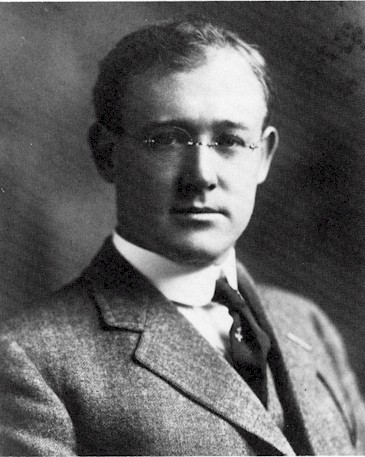
Jornalista William Henry Irwin, editor-chefe da McClure na época

Houve rumores (que parecem ter se originado com Frederick Peabody) de que a igreja comprou o manuscrito e os direitos autorais assim que o livro apareceu, e que as placas foram destruídas. Na realidade, quando a SS McClure foi forçada a deixar a revista em 1911, após ter sido comprada pelo conselho, o novo proprietário abriu mão do material e dos rascunhos. Mary Beecher Longyear, uma colecionadora e fundadora do Museu Longyear, comprou as placas em 1916, e a igreja comprou grande parte do material, incluindo uma série de rascunhos iniciais, de um negociante de manuscritos de Nova York em 1920. Atualmente o material está disponível na Biblioteca Mary Baker Eddy. Os direitos autorais eram de propriedade de Milmine e não da editora; e em 1937, Milmine, então conhecida como Georgine Milmine Adams, renovou os direitos autorais da biografia e a manteve pelo resto de sua vida, até que ela entrou em domínio público.
Mais rumores começaram a surgir de que os cientistas cristãos estavam supostamente comprando e destruindo cópias do livro e removendo-as das bibliotecas. Elizabeth Shepley Sergeant escreveu em 1953 que o livro "desapareceu quase imediatamente de circulação — diz-se que os Cientistas Cristãos compraram as cópias". O sargento escreveu que o livro se tornou escasso até mesmo nas bibliotecas, e os leitores da década de 1950 provavelmente teriam que pegá-lo emprestado do bibliotecário-chefe e ser observados enquanto o liam. No entanto, esses rumores, que novamente parecem ter se originado com Frederick Peabody, podem não ser verdadeiros. Segundo Keith McNeil, não há nenhum registro independente de que o livro tenha realmente esgotado e, além da alegação de Peabody, "as evidências de qualquer boicote sistemático são na verdade bastante limitadas".

### Edição Baker Book House
Os direitos autorais do livro expiraram 28 anos após a publicação. A Baker Book House, uma editora cristã, republicou-o em 1971 "no interesse da justiça e da objetividade", de acordo com sua contracapa. A introdução de Stewart Hudson explorou o envolvimento de Cather na autoria e a influência de Eddy em vários personagens de Cather, particularmente Enid Royce e sua mãe em One of Ours.

### Edição da University of Nebraska Press
Caroline Fraser, a mais famosa crítica moderna da igreja, acusou a igreja de tentar impedir a University of Nebraska Press de republicar o livro em 1993. A imprensa estava interessada em publicá-lo, sob o selo Bison Books, com uma nova introdução de David Stouck, porque viam os artigos e o livro como o primeiro trabalho extenso de Cather e, portanto, importantes em seu desenvolvimento como escritora. Eles obtiveram uma cópia da edição original de 1909, então difícil de encontrar, na Biblioteca de Medicina Leon S. McGoogan do Centro Médico da Universidade de Nebraska, em Omaha. De acordo com Fraser, o chefe do escritório de relações públicas da igreja, o Comitê de Publicação, ligou para a imprensa e disse que a reimpressão poderia prejudicar a reputação da igreja e de Eddy. Segundo ela, o representante da imprensa disse-lhe que o representante da igreja “sentiu que era sua responsabilidade tentar intimidar-nos para que parássemos de publicar ou para que disséssemos que o livro não valia nada”.
De acordo com Gillian Gill, os editores da University of Nebraska Press não estavam interessados na "precisão ou imprecisão da biografia", mas apenas estavam interessados nela como um "exercício literário e no desenvolvimento inicial de alguns dos temas e personagens de Cather". Stouck deixou clara sua opinião no prefácio do livro de que Willa Cather era "indiscutivelmente a autora principal". Ele também acrescentou uma declaração ao livro:
Desde que a reedição de The Life of Mary Baker G. Eddy and the History of Christian Science, de Bison, foi para impressão, novos materiais vieram à tona, sugerindo que os inimigos da Sra. Eddy podem ter desempenhado um papel significativo na organização dos materiais para a biografia de "Milmine". Além disso, novas informações sobre Georgine Milmine sugerem que ela teria acolhido opiniões tendenciosas por seu valor sensacionalista e comercial. A natureza exata da participação de Willa Cather na compilação e escrita da biografia permanece, portanto, uma questão para investigação acadêmica posterior.
Os "inimigos" aos quais Stouck se refere são provavelmente Josephine C. Woodbury e Frederick W. Peabody, que de fato desempenharam um papel significativo no fornecimento de muito do material a Milmine. Woodbury, um antigo aluno de Eddy, contratou Peabody como advogado em 1899 e processou Eddy por calúnia e difamação, mas o caso foi arquivado em 1901. Peabody, em particular, tornou-se um crítico notável de Eddy e, além de seu envolvimento nos artigos e no livro de McClure, escreveu uma quantidade significativa atacando Eddy em seu próprio nome, incluindo The Faith, the Falsity and the Failure of Christian Science com Woodbridge Riley; e também se envolveu no processo "Next Friends" contra Eddy, que foi iniciado em março de 1907, após o início da serialização de McClure.

### Trabalhos citados
- Bates, Ernest Sutherland and Dittemore, John V. Mary Baker Eddy: The Truth and the Tradition, New York: A. A. Knopf, 1932.
- Bohlke, L. Brent. "Willa Cather and The Life of Mary Baker G. Eddy", American Literature, 54(2), May 1982, 288–294. JSTOR 2926137
- Bohlke, L. Brent; Hoover, Sharon. Willa Cather Remembered, Lincoln: University of Nebraska Press, 2001.
- Brisbane, Arthur. What Mrs. Eddy Said to Arthur Brisbane: The Celebrated Interview of the Eminent Journalist With the Discoverer and Founder of Christian Science, New York: M. E. Paige, 1930.
- Canham, Erwin. Commitment to freedom; the story of the Christian Science Monitor, Boston, Houghton Mifflin, 1958.
- Cather, Willa. Letter to Edward H. Anderson, November 24, 1922, Manuscripts and Archives Division, New York Public Library. Reproduced in Andrew Jewell and Janis Stout (eds.), The Selected Letters of Willa Cather, New York: Vintage Books, 2014, 330–331. Also see "Letter 0649", "All Known Letters", Willa Cather Archive, University of Nebraska–Lincoln, 13.
- Cather, Willa and Milmine, Georgine. The Life of Mary Baker G. Eddy and the History of Christian Science, Lincoln: Bison Books, University of Nebraska Press, 1993.
- Classe, Olive. "Boston: The First Church of Christ, Scientist", in Trudy Ring, Noelle Watson, Paul Schellinger (eds.), The Americas: International Dictionary of Historic Places, New York: Routledge, 2013.
- Christian Science Publishing Society. Christian Science : a sourcebook of contemporary materials, CSPS, 1990.
- Cunningham, Raymond J. "The Impact of Christian Science on the American Churches, 1880–1910", The American Historical Review, 72(3), April 1967 (885–905), 892. JSTOR 1846660
- Dakin, Edwin Franden. Mrs. Eddy, the biography of a virginal mind , C. Scribner's sons, 1929.
- Eddy, Mary Baker. Retrospection and Introspection, Boston: The First Church of Christ Scientist, 1920 [1891].
- Eddy, Mary Baker. Rudimental Divine Science, Boston: The First Church of Christ Scientist, 1909 [?].
- Eddy, Mary Baker. Manual of The Mother Church, Boston: The First Church of Christ, Scientist, 89th edition, 1908 [1895].
- Eddy, Mary Baker. "Reply to McClure's Magazine", Christian Science Sentinel, January 12, 1907. Also in The First Church of Christ, Scientist, and Miscellany, 1913,  Chapter XVII., 308–316.
- "Editorial announcement", McClure's, December 1906.
- Flower, B. O. Christian Science as a Religious Belief and a Therapeutic Agent, Twentieth CenturyCompany, 1909.
- Fraser, Caroline. God's Perfect Child: Living and Dying in the Christian Science Church, New York: Metropolitan Books, 1999.
- Gardner, Martin. The Healing Revelations of Mary Baker Eddy, Amherst, Prometheus Books, 1993.
- Gill, Gillian. Mary Baker Eddy, Boston: Da Capo Press, 1998.
- Gill, Gillian; reply by Caroline Fraser. "Mrs. Eddy's Voices", The New York Review of Books, June 29, 2000.
- Gorton, Stephanie. Citizen Reporters: S.S. McClure, Ida Tarbell, and the Magazine That That Rewrote America, Ecco/HarperCollins, 2020.
- Gottschalk, Stephen. The Emergence of Christian Science in American Religious Life, University of California Press, 1973.
- Gottschalk, Stephen. Rolling Away the Stone: Mary Baker Eddy's Challenge to Materialism, Indiana University Press, 2005.
- Gunnison, Duane S. The life of Mary Baker Eddy, Boston University, Thesis, 1961. (PDF)
- Howard, Stephen. "Human Life articles by Sibyl Wilbur (1906-1907)", Longyear Museum, March 2, 2020.
- Ivey, Paul Eli. Prayers in Stone: Christian Science Architecture in the United States, 1894–1930, Chicago: University of Illinois Press, 1999.
- Jewell, Andrew; Stout, Janis (eds.). The Selected Letters of Willa Cather, New York: Vintage Books, 2014 [2013].
- Johnsen, Thomas C. “Historical Consensus and Christian Science: The Career of a Manuscript Controversy.” The New England Quarterly, vol. 53, no. 1, 1980, pp. 3–22. JSTOR.
- Kennedy, Joseph S. "Columnist's words influence politics", Philadelphia Inquirer, 2 May 2004.
- Knee, Stuart E. Christian Science in the age of Mary Baker Eddy, Westport, Conn.: Greenwood Press, 1994.
- Kurland, Philip B. Religion and the law of church and state and the Supreme Court, Chicago: Aldine Pub. Co, 1962.
- Los Angeles Times. "Willa Cather", "Gossip of the Book World", March 3, 1935, 36.
- Lyon, Peter. Success Story: The Life and Times of S. S. McClure, New York: Charles Scribner's Sons, 1963.
- Mary Baker Eddy Library, Christian Science church. "Georgine Milmine Collection".
- McNeil, Keith. A Story Untold:  A History of the Quimby-Eddy Debate. v1. Carmel, IN: Hawthorne Publishing, 2020.
- Milmine, Georgine. "Mary Baker G. Eddy: The Story of Her Life and the History of Christian Science", McClure's, January 1907 – June 1908.
- Milmine, Georgine. "Mrs. Eddy and Her First Disciples", "Mary Baker G. Eddy: The Story of Her Life and the History of Christian Science", McClure's, installment V, May 1907.
- Milmine, Georgine. "Literary Activities", "Mary Baker G. Eddy: The Story of Her Life and the History of Christian Science", McClure's, installment IX, October 1907.
- Milmine, Georgine. The Life of Mary Baker G. Eddy and the History of Christian Science. Grand Rapids: Baker Book House, 1971. edition notice.
- Nenneman, Richard A. Persistent pilgrim : the life of Mary Baker Eddy, Etna, NH: Nebbadoon Press, 1997.
- Peel, Robert. Mary Baker Eddy: The Years of Authority, New York: Holt, Rinehart and Winston, 1977.
- Perrotta, Tom. "Entirely Personal", The New York Times, April 25, 2013.
- Porter, David H. On the Divide: The Many Lives of Willa Cather. University of Nebraska Press, 2010 [2008].
- Riley, I. Woodbridge. "Milmine: Life of Mary Baker G. Eddy", American Historical Review, July 1910.
- Regier, Cornelius C. The Era of the Muckrakers, Gloucester, MA: P. Smith, 1957.
- Sergeant, Elizabeth Shepley. Willa Cather: A Memoir, Philadelphia and New York: J. B. Lippincott Company, 1953.
- Squires, L. Ashley. “The Standard Oil Treatment: Willa Cather, The Life of Mary Baker G. Eddy, and Early Twentieth Century Collaborative Authorship.” Studies in the Novel 45.3 (2013): 328–348. Web.
- Squires, L. Ashley. Healing the Nation: Literature, Progress, and Christian Science. Indiana University Press, 2017.
- Stark, Rodney. "The Rise and Fall of Christian Science", Journal of Contemporary Religion, 13(2), 1998, 189–214.
- Stouck, David. "Introduction", in Willa Cather and Georgine Milmine, The Life of Mary Baker G. Eddy and the History of Christian Science, Lincoln: University of Nebraska Press, 1993.
- Stouck, David. "Afterword", in Willa Cather and Georgine Milmine, The Life of Mary Baker G. Eddy and the History of Christian Science, Lincoln: University of Nebraska Press, 1993.
- Stout, Janis P. A Calendar of the Letters of Willa Cather, Lincoln: University of Nebraska Press, 2002.
- Streissguth, Tom. Writer of the Plains: A Story about Willa Cather, Millbrook Press, 2011.
- The Nation. "The Origins of Christian Science", February 10, 1910.
- The New York Times. "Mrs. Eddy's Life and Teachings", February 26, 1910.
- Wilson, Bryan R. "Christian Science", in Sects and Society: A Sociological Study of the Elim Tabernacle, Christian Science, and Christadelphians, Berkeley: University of California Press, 1961.
- "Women and the Law", Women, Enterprise & Society, Harvard Business School, archived 24 August 2019.
- Woollcott, Alexander. "Shouts & Murmurs: Take off those Whiskers", The New Yorker, February 4, 1933, 34.
- Zweig, Stefan. Mental healers: Franz Anton Mesmer, Mary Baker Eddy, Sigmund Freud. New York: F. Ungar Pub. Co, 1962.

### Publicação histórica
- "Editorial announcement", McClure's, December 1906.
- Georgine Milmine, "Mary Baker G. Eddy: The Story of Her Life and the History of Christian Science", McClure's, January 1907 – June 1908 (14 installments).
- Georgine Milmine, The Life of Mary Baker G. Eddy and the History of Christian Science, New York: Doubleday, Page & Company, 1909 (archive.org).
- Georgine Milmine, The Life of Mary Baker G. Eddy and the History of Christian Science, Grand Rapids: Baker Book House, 1971, with an introduction by Stewart Hudson.
- Willa Cather and Georgine Milmine, The Life of Mary Baker G. Eddy and the History of Christian Science, Lincoln: Bison Books, University of Nebraska Press, 1993, with an introduction and afterword by David Stouck. ISBN 0-8032-6349-X